# Ninfea (araldica)
In araldica la ninfea compare, almeno nella variante di foglia di ninfea, con una certa frequenza nell'araldica civica. È rappresentata con la forma di un cuore con il lato superiore incavato in forma trilobata.

## Posizione araldica ordinaria
La foglia di ninfea è abitualmente rappresentata posta in palo.

## Esempi

D'argento, a tre foglie di ninfea di verde (stemma di Wavre, Belgio)
Due foglie di ninfea di verde (Mustin, Germania)
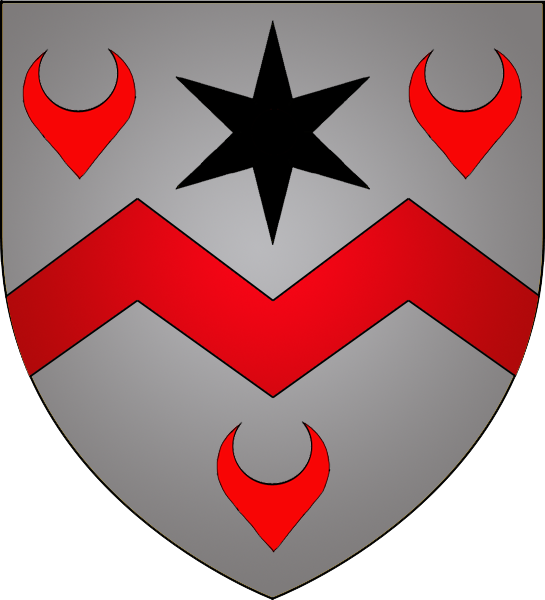
D'argento, alla fascia a spina di pesce con due punte di rosso, accompagnata da tre foglie di ninfea dello stesso, due in capo e una in punta, con quelle nel capo accostate a una stella a sei raggi di nero (Hoscheid, Lussemburgo)
Di verde, alla lama di falce d'argento, accompagnata da sei foglie di ninfea rovesciate dello stesso, tre ordinate in fascia nel capo e tre ordinate in fascia nella punta (Vihanti, Finlandia)

## Fiore di ninfea
Più raramente compare il fiore di ninfea.

D'azzurro, al fiore di ninfea d'argento, bottonato d'oro (Pälkäne, Finlandia)
Tre ninfee d'argento su un mare di verde (stemma della Guyana francese)
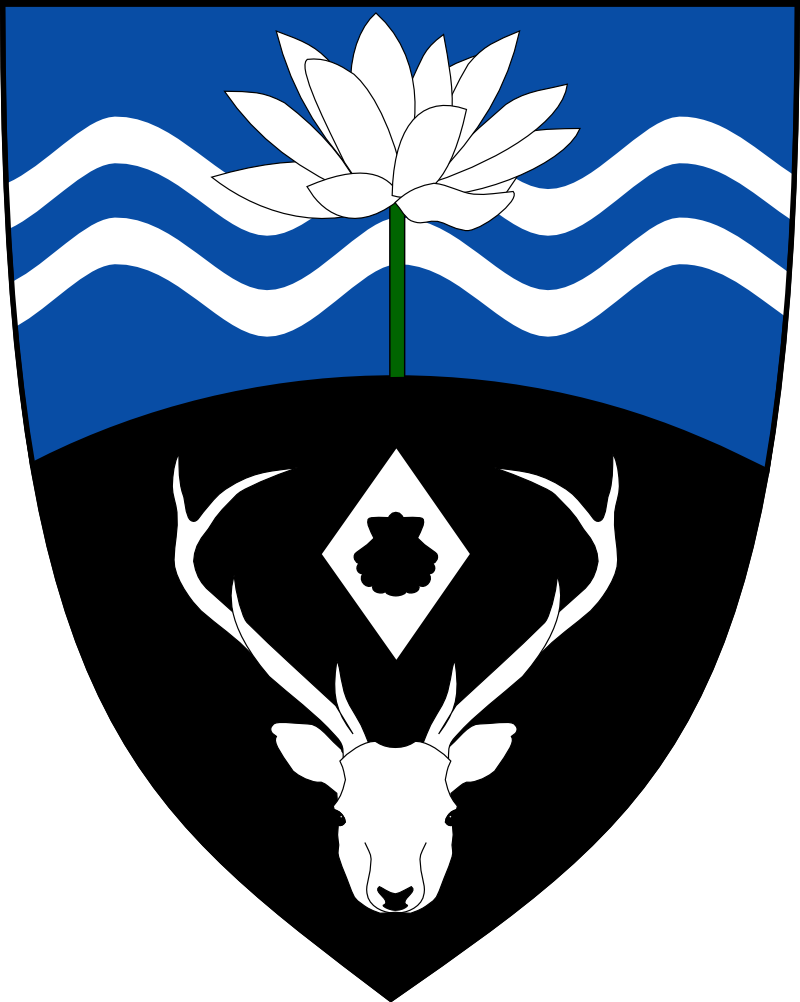
Fiore di ninfea d'argento, stelato e fogliato di verde (stemma del Lucy Cavendish College)